# Acontista rehni
Acontista rehni es una especie de mantis de la familia Acanthopidae.

## Distribución geográfica
Se encuentra en Paraguay.